# Запрудський замок
Запру́дський з́амок — пам'ятка оборонної архітектури XIV — XVII століть. Розташований поблизу с. Запруди (Кобринський р-н).

## Опис
Замок складався з палацу (не зберігся) та оборонних укріплень: земляних валів з частоколом у верхній частині та ровів. У плані рови і вали нагадують вписані прямокутники, які зі сходу мали бортики у вигляді півкіл, що виходили біля входу в замок. Вали з цього боку згладжені. Збереглися вали заввишки1,5-2 м і завширшки біля основи до 4 м. Рови завглибшки до 2,5 м і завширшки близько 5 м.